# Hieracium virosum
Hieracium virosum là một loài thực vật có hoa trong họ Cúc. Loài này được Pall. mô tả khoa học đầu tiên năm 1771.